# Liste der slowakischen Abgeordneten zum EU-Parlament (2009–2014)
Die Liste der slowakischen Abgeordneten zum EU-Parlament (2009–2014) listet alle slowakischen Mitglieder des 7. Europäischen Parlaments nach der Europawahl in der Slowakei 2009 auf.

## Mandatsstärke der Parteien
- S&D: 5
- ALDE: 1
- EVP: 6
- EFD: 1

| Nationale Partei                                               | Mandate       | Mandate             | Fraktion |
| Nationale Partei                                               | nach der Wahl | Ende der Legislatur | Fraktion |
| -------------------------------------------------------------- | ------------- | ------------------- | -------- |
| Smer – sociálna demokracia                                     | 5             | 5                   | S&D      |
| Kresťanskodemokratické hnutie                                  | 2             | 2                   | EVP      |
| Slovenská demokratická a kresťanská únia – Demokratická strana | 2             | 2                   | EVP      |
| Magyar Közösség Pártja                                         | 2             | 2                   | EVP      |
| Slovenská národná strana                                       | 1             | 1                   | EFD      |
| Hnutie za demokratické Slovensko                               | 1             | –                   | ALDE     |
| Strana demokratického Slovenska                                | –             | 1                   | ALDE     |
| SUMME                                                          | 13            | 13                  |          |

## Abgeordnete
| Bild | Name                    | geb. | MEP seit      | Partei  | Fraktion | Kommentar |
| ---- | ----------------------- | ---- | ------------- | ------- | -------- | --- |
|      | Edit Bauer              | 1956 | 20. Juli 2004 | MKP     | EVP      | |
|      | Monika Flašíková-Beňová | 1968 | 20. Juli 2004 | Smer    | S&D      | |
|      | Sergej Kozlík           | 1950 | 1. Juli 2014  | SDS     | ALDE     | gewählt für die Hnutie za demokratické Slovensko und am 20. März 2014 Wechsel nach Auflösung der Partei zu Strana demokratického Slovenska |
|      | Eduard Kukan            | 1939 | 14. Juli 2009 | SDKÚ–DS | EVP      | gewählt für Slovenská demokratická a kresťanská únia – Demokratická strana und Parteiaustritt am 14. November 2016                         |
|      | Vladimír Maňka          | 1959 | 20. Juli 2004 | Smer    | S&D      | |
|      | Alajos Mészáros         | 1968 | 14. Juli 2009 | MKP     | EVP      | |
|      | Miroslav Mikolášik      | 1952 | 20. Juli 2004 | KDH     | EVP      | |
|      | Katarína Neveďalová     | 1968 | 14. Juli 2009 | Smer    | S&D      | |
|      | Jaroslav Paška          | 1970 | 1. Juli 2014  | SNS     | EFD      | |
|      | Monika Smolková         | 1956 | 14. Juli 2009 | Smer    | S&D      | |
|      | Peter Šťastný           | 1961 | 20. Juli 2004 | SDKÚ–DS | EVP      | |
|      | Anna Záborská           | 1948 | 20. Juli 2004 | KDH     | EVP      | |
|      | Boris Zala              | 1954 | 14. Juli 2009 | Smer    | S&D      | |